# Jan Rybarski
Jan Rybarski (ur. w 1817, zm. 1893) – ksiądz, poseł do Sejmu Krajowego Galicji II kadencji.

## Życiorys
W 1841 przyjął święcenia kapłańskie i wysłany przez biskupa Józefa Wojtarowicza na dalsze studia do Wiednia do Wyższego Instytutu Kształcenia Duchowieństwa „Augustineum”. W 1843 w Wiedniu wybuchła „bomba”, student Jan Rybarski wydał się podejrzanym, policja zrobiła mu rewizję. Okazało się, że miał przy sobie książki „zakazane”. Czytał je i pożyczał innym. Został natychmiast wydalony ze studiów, biskup osobiście interweniował u gubernatora we Lwowie, a ten wpłynął na Wiedeń i ks. Rybarskiego przyjęto ponownie, studia ukończył w 1846 z tytułem doktora. W latach 1853–1859 pełnił funkcję prorektora Wyższego Seminarium Duchownego w Tarnowie. Następnie został proboszczem w Lisiej Górze, a następnie w 1873 w parafii św. Jakuba w Tuchowie. 30 września 1869 wybrano go w Okręgu Tarnów-Tuchów posłem II kadencji Sejmu Krajowego Galicji na miejsce Pawła Romana Sanguszki, który złożył mandat. Pochowany w Tuchowie.